# Serverless
Con il termine serverless (dall'inglese senza server) si intende un modello di esecuzione cloud dove il provider del servizio cloud alloca le risorse della macchina appena queste vengono richieste.
Quando un app non è in uso, nessuna risorsa viene consumata e il prezzo è basato solo sulle risorse utilizzate.
Il termine serverless è fuorviante perché sono comunque utilizzati dei server in cloud, ma questi vengono astratti ai programmatori, che non devono più occuparsi di mantenimento o configurazione.
Non bisogna confondere serverless con sistemi informatici che non richiedono un server per funzionare, tipo il Peer-to-peer